# Sonic Advance
Sonic Advance (ソニックアドバンス, Sonikku Adobansu) est un jeu de plates-formes développé par Dimps sous la supervision de Sonic Team, et édité par Sega sur Game Boy Advance au Japon le 20 décembre 2001, puis le 4 février 2002 en Amérique du Nord et le 23 mars 2002 en Europe pour célébrer les dix ans de la franchise en paralléle de Sonic Adventure 2. Il est le premier jeu Sonic à être sorti sur une console de Nintendo.
Cet opus marque le retour aux origines de la série : la deux dimensions. Un portage titré Sonic N est réalisé en 2003 pour la N-Gage de Nokia. Il permet de jouer avec Sonic the Hedgehog, Miles "Tails" Prower, Knuckles the Echidna et Amy Rose.

## Système de jeu
Le principe de Sonic Advance reste le même que dans tous les jeux de la saga, sauf exception. Les niveaux sont divisés en deux actes qui ont chacun une particularité. Le premier acte se termine lorsque Sonic franchit un panneau d’arrivée tandis que le second se termine après avoir vaincu le Dr Eggman. Dans les niveaux, vous devez collecter le plus d’anneaux dorés possible puisqu’ils servent d’énergie au personnage. Cependant, lorsqu’un ennemi vous touche vous les perdez tous, même si vous en avez une centaine. Lorsque vous atteignez les 100 anneaux vous obtenez une vie supplémentaire. Vous pouvez aussi en trouver dans des boites cachées le long du niveaux. Dans ce même principe, vous trouverez des boites contenant des anneaux ou des écrans protecteurs.

## Personnages
- Sonic the Hedgehog
- Miles "Tails" Prower
- Knuckles the Echidna
- Amy Rose
- Eggman (non jouable)

## Niveaux
1. Neo Green Hill: Sonic et ses compagnons se retrouvent sur la plage dans un environnement qui rappelle vaguement les débuts de Sonic. Le nom de ce niveau en fait de même puisque le tout premier niveau dans lequel Sonic déambulait à vive allure était Green Hill sur Sega Mega Drive.
2. Secret Base: Après la plage, le voici dans une base secrète très technologique. Il devra se faire un chemin au travers de cette base en évitant les puits de lave et les ennemis.
3. Casino Paradise: Une fois de plus, Sonic se retrouve au Casino. Il devra parcourir un environnement très colorée parsemé de pièges en tout genre comme des trous sans fond et des planchers de pics.
4. Ice Mountain: Montagnes enneigées et lacs gelés sont présents pour ralentir la progression du héros. Certains ennemis ne seront pas de tout repos.
5. Angel Island: Retour à l'île angélique. Cette île qui est un symbole de la saga puisqu'elle se retrouve souvent au centre de l'intrigue de la saga Sonic (Sonic and Knuckles et Sonic the Hedgehog 3). Le personnage se retrouve au sommet du monde, dans le ciel sur une île aux architecture très ancienne.
6. Egg Rocket et Cosmic Angel: Base technologique du Dr Eggman. De nombreux pièges attendent Sonic. Des changements de gravité et bien plus encore.
7. X-Zone: Dernier niveau commun aux quatre personnages jouables. Trois boss sont présents. Deux des trois boss sont issus d'opus antérieurs de la saga. Le premier fait référence au boss de Green Hill Zone dans Sonic The Hedgehog, et le deuxième fait référence à celui d'Emerald Hill dans Sonic The Hedgehog 2.
Extra. Moon Zone: Niveau accessible qu'une fois les sept émeraudes du chaos récupérées, il est seulement disponible pour Sonic. Il marque la fin de cet opus puisque le Dr Eggman ne possède plus aucune émeraude et que tous ses plans ont été déjoués.